# Shea Stadium (Peoria)
Ne doit pas être confondu avec Shea Stadium (New York).
Le Shea Stadium est un stade de soccer (et ancien stade de baseball) américain situé dans la ville de Peoria, en Illinois.
Le stade, doté de 3 800 places et inauguré en 1970, appartient à l'Université Bradley et sert d'enceinte à domicile à l'équipe universitaire des Braves de Bradley (pour le soccer masculin et féminin) et de l'équipe de soccer du Peoria City Soccer.

## Histoire
Les travaux du stade débutent en 1968 pour s'achever en 1970 sous le nom de Meinen Field, en hommage à John "Dutch" Meinen, entraîneur de baseball.
L'équipe de baseball des Peoria Chiefs s'installe au stade en 1983 (et ce jusqu'en 2001) et dispute son premier match officiel à domicile le 19 avril 1983.
En 1992, le stade change de nom pour s'appeler le Pete Vonachen Stadium, en hommage au propriétaire des Peoria Chiefs.
Le stade sert tout d'abord pour le baseball entre 1970 et 2001 (période durant laquelle l'équipe de baseball des Bradley Braves utilisent le stade), avant d'être transformé pour les matchs de soccer à partir de 2003.
Le stade de baseball est rénové à deux reprises, une première fois en 1982, puis une seconde fois en 1992 pour une somme de 2,2 millions $.
En 2002, les équipes de baseball déménagent au Dozer Park.
Le 25 octobre 2002, le stade change de nom pour s'appeler le Shea Stadium, en hommage à Tim Shea, un étudiant de l'université. Le tout premier match de soccer au stade a lieu en août 2003.
Le 10 juin 2008, le Shea Stadium accueille deux équipes de Major League Soccer (MLS) lors d'un match de qualification pour la Coupe des États-Unis entre le Chicago Fire et le Columbus Crew devant 3 829 spectateurs, record d'affluence au stade (victoire 3-2 du Chicago Fire).

## Galerie

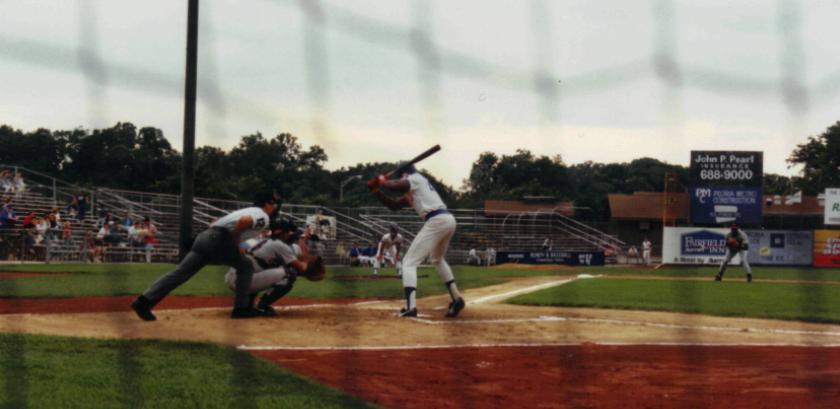
Match de baseball des Peoria Chiefs au stade en 1990